# او-۲۵ (کریگسمارینه)
او-۲۵ (به آلمانی: U-25) یک او-بوت نوع ۱آ در خدمت کریگسمارینه بود. او-۲۵ پنج گشت رزمی به انجام رساند و هشت شناور دشمن را با مجموع تناژ ۵۰۲۵۰ تن غرق کرد.
این او-بوت در مجموع پنج بار راهی گشت‌زنی شد و در این دفعات توانست هشت کشتی دشمن با مجموع تناژ ۵۰ هزار تن را غرق کند.

## تاریخچه عملیاتی

### گشت نخست
نخستین فرمانده این او-بوت ناوسروان ابرهارت گوت بود. پس از او ناوسروان ویکتور شوتسه فرماندهی این او-بوت را عهده‌دار گردید. با آغاز جنگ جهانی دوم، او-۲۵ روز ۱۸ اکتبر سال ۱۹۳۹، به همراه دو او-بوت دیگر، برای حمله به کاروان‌های دشمن راهی ناحیه تنگه جبل‌الطارق شد تا با رخنه به مدیترانه کشتیرانی دشمن در آن را مورد حمله قرار دهد. این او-بوت که زودتر از او-بوت‌های دیگر را افتاده بود، جنوب شرقی ایرلند منتظر آن‌ها بود که فرمان به تهاجم به یک کاروان در شمال غربی لیسبون گرفت. با ناکامی در یافتن این هدف، فرماندهی عالی آن را به سمت کاروان بدون حفاظت فرانسوی 20K فرستاد که او-۲۵ آن را شمال دماغه اورتگال در شمال اسپانیا شناسایی کرد. این هدف روز ۳۱ اکتبر مورد حمله قرار گرفت. چهار اژدر تماسی به سمت کشتی بخار بائوله شلیک شد اما هیچ انفجاری مشاهده نگردید. او-۲۵ به روی سطح آمد و با توپ کالیبر ۱۰٫۵ سانتیمتری خود شروع به شلیک به سمت این کشتی بخار کرد که موجب غرق شدن آن گشت. به هر صورت موج این شلیک‌ها موجب شکسته شدن قسمتی از بدنه خود او-بوت در ناحیه دهانه بارگزاری اژدر شد و مقدار زیادی آب وارد آن گردید. او-بوت که نمی‌توانست به عمق برود و در این وضعیت به شدت در معرض حمله دشمن قرار داشت، پیش از آن که مقصد اصلی خود برسد، تصمیم به بازگشت به آلمان گرفت.

## سرنوشت
او-۲۵ در نهایت روز ۳ اوت سال ۱۹۴۰ در حال گذر از آب‌های به‌تازگی مین‌ریزی شده، در اثر برخورد با یک مین دریایی دشمن به همراه تمامی خدمه غرق شد.

## شناورهای غرق‌شده و آسیب‌دیده
| تاریخ         | نام    | کشور   | سرنوشت |
| ------------- | ------ | ------ | ------ |
| ۳۱ اکتبر ۱۹۳۹ | بائوله | فرانسه | غرق‌شده |